# Algimia de Almonacid
Algimia de Almonacid è un comune spagnolo di 299 abitanti situato nella comunità autonoma Valenciana.